# Blond und skrupellos
Blond und skrupellos ist ein Thriller aus dem Jahr 2000 mit den Hauptdarstellern Jean-Hugues Anglade,  Connie Nielsen und Mia Kirshner.

## Handlung
Der aus Paris stammende Cellospieler Gerard Huxley, der in New York als Musiklehrer arbeitet, ist mit dem Auto in North Dakota unterwegs auf einer Reise zu einem Musiksymposium in Seattle.  Bei einem Verkehrsunfall wird er leicht verletzt und lernt im Krankenhaus die schöne Krankenschwester Megan Denright kennen. Als ihn Megan zu einem Besuch in ihrem Haus einlädt, sagt er erfreut zu.
Gerard verliebt sich in Megan und setzt mit ihr und ihrer ein wenig verrückt wirkenden Schwester Dominique seine Reise nach Seattle fort.
Während der Reise geraten die drei mehrmals in gefährliche Situationen, aus denen sich das Trio retten kann, die für die anderen Beteiligten aber tödlich enden.

## Kritiken
„B-Thriller, der seinen blutigen Rachefeldzug durch den früheren sexuellen Missbrauch der Frauen zu legitimieren versucht. Formal bemerkenswert, gut gespielt.“

„Mix aus Roadmovie und Psychothriller. Der ist zwar gut gespielt und Kameramann Bruce Worrall fängt ‚Blond und skrupellos‘ in schönen Bildern ein, doch der Plot, den Marquette hier zugrunde legt, ist einfach nur miserabel und unglaubwürdig.“